# Істебна (гміна)
Гміна Істебна (пол. Gmina Istebna) — сільська гміна у південній Польщі. Належить до Цешинського повіту Сілезького воєводства.
Станом на 31 грудня 2011 у гміні проживало 11818 осіб.

## Територія
Згідно з даними за 2007 рік площа гміни становила 84.25 км², у тому числі:
- орні землі: 39.00%
- ліси: 56.00%

Таким чином, площа гміни становить 11.54% площі повіту.

## Населення
Станом на 31 грудня 2011:
| Опис     | Загалом | Загалом | Чоловіки | Чоловіки | Жінки | Жінки |
| -------- | ------- | ------- | -------- | -------- | ----- | ----- |
| одиниця  | осіб    | %       | осіб     | %        | осіб  | %     |
| все      | 11818   | 100     | 5913     | 50.03    | 5905  | 49.97 |
| міське   | 0       | 100     | 0        |          | 0     |       |
| сільське | 11818   | 100     | 5913     | 50.03    | 5905  | 49.97 |

## Сусідні гміни
Гміна Істебна межує з такими гмінами: Вісла, Мілювка, Райча.